# 피씨디렉트
피씨디렉트(PC Direct Inc)는 대한민국의 기업이다. 본사는 서울특별시 용산구 원효로 138, 8층 (원효로3가, 청진빌딩)에 위치해 있다. 대표이사 서대식이다. 프로세서, 스토리지, 메인보드를 포함해 베어본 노트북 제품, 서버 제품, 기타 IT 하드웨어를 수입해 유통한다
2023년 1주당 1주를 배정하는 무상증자와 20억원 규모의 자사주를 매입실시한 바 있다

## 같이 보기
- 기가바이트 테크놀로지

## 참고 문헌
1. ↑  김준형, 피씨디렉트, 주가 급등…삼성-인텔 'AI PC' 소식에 들썩, 빅데이터뉴스, 2024.04.24
2. ↑  피씨디렉트, 주당 1주 배정 무상증자 결정, 매일경제, 2023.12.06
3. ↑  IT유통기업 피씨디렉트, 20억 규모 자사주 매입, 한국경제, 2023.12.26